# 塞浦路斯阿拉伯语
塞浦路斯阿拉伯语，也叫塞浦路斯马龙派阿拉伯语（العربية القبرصية المارونية），是塞浦路斯的马龙派教徒讲的一种濒临灭绝的阿拉伯语变体。之前的使用者大多在Kormakitis，但1974年土耳其入侵塞浦路斯后，大多数人去了南方，使得该种语言衰落了。2011年，剩余的900个塞浦路斯阿拉伯语母语者都超过了30岁， 而且都同时会说希腊语。